# Patrick Jennings

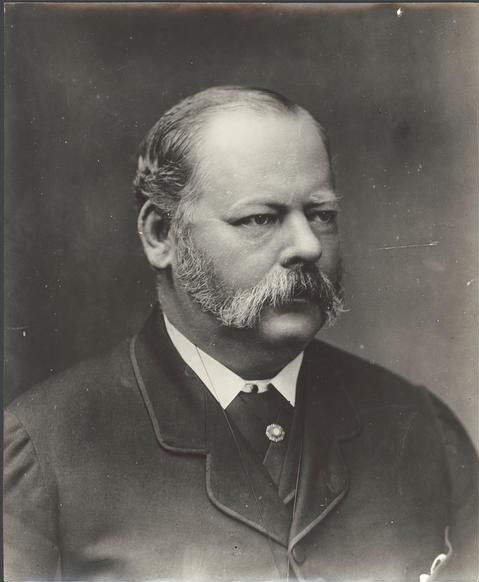
Patrick Jennings

Sir Patrick Alfred Jennings, KCMG (* 20. März 1831 in Newry, County Down, Irland; † 11. Juli 1897 in Brisbane, Queensland) war ein australischer Politiker der Protectionist Party, der zwischen 1867 und 1872, von 1880 bis 1887 sowie zwischen 1890 und seinem Tode 1897 Mitglied im Parlament von New South Wales sowie von 1886 bis 1887 Premier von New South Wales war. Er war der erste Premier, der der römisch-katholischen Kirche angehörte.

## Leben

### Familiäre Herkunft, unternehmerische Tätigkeiten und Mitglied des Parlaments von New South Wales
Patrick Alfred Jennings, Sohn des Leinenhändlers Francis Jennings und dessen Ehefrau Mary O’Neill, besuchte Schulen in Newry und Exeter. Da ihm die finanziellen Mittel für ein Studium der Rechtswissenschaften fehlten, absolvierte er eine damals übliche Ausbildung zum Rechtsanwalt in einer Anwaltskanzlei in Exeter. 1852 reiste er nach Victoria und hatte einigen kommerziellen Erfolg im dortigen victorianischen Goldrausch. 1855 zog er weiter zum Goldrausch in New Bendigo, wo von ihm Quarzzerkleinerungsmaschinen eingeführt, Geschäfte eröffnet und pastorale Aktivitäten erfolgreich betrieben wurden. 1857 wurde zudem zum Friedensrichter (Justice of the Peace) ernannt. Mit Martin Shanahan erwarb er 1862 die Station Warbreccan in der Nähe von Deniliquin in New South Wales und zog 1863 dorthin. Die Partner erwarben später Garawilla, in der Nähe von Gunnedah, und Denobillie und Ulimambri, in der Nähe von Coonabarabran. Er trat 1863 der Riverine Association bei, unterstützte aber keine Trennung.
Am 31. Juli 1867 wurde Jennings erstmals Mitglied im Parlament von New South Wales und war bis zum 17. Dezember 1867 ernanntes Mitglied des Legislativrates (New South Wales Legislative Council), dem er bis zum 17. Dezember 1869 angehörte. Anschließend wurde er am 29. Dezember 1869 Mitglied der Legislativversammlung (New South Wales Legislative Assembly) und vertrat in dieser bis zum 25. Juni 1872 den Wahlkreis Murray. Er war zugleich von 1868 bis 1872 sowie erneut zwischen 1874 und 1891 Fellow des St John’s College der Universität Sydney. 1874 erwarb er einen Grundbesitz von 80.000 Acres in Westbrook in Darling Downs, wo er nach dem Verkauf von Warbreccan seit 1885 lebte. 1874 erhielt er das Ritterkreuz des päpstlichen Gregoriusordens und wurde 1876 zudem Kommandeur des päpstlichen Piusordens. Er war 1875 Kommissar für die Victorian Intercolonial Exhibition, eine Ausstellung in Melbourne, und 1876 für die Centennial Exhibition in Philadelphia sowie auch Exekutivkommissar für die Sydney International Exhibition (1879). Ferner fungierte zwischen 1876 und 1887 als Vizepräsident der Königlichen Landwirtschaftsgesellschaft von New South Wales, der Royal Agricultural Society of New South Wales. Für seine Verdienste wurde er 1879 zuerst Companion des Order of St Michael and St George (CMG) sowie bereits am 22. Oktober 1880 zum Knight Commander des Order of St Michael and St George geschlagen, woraufhin er fortan den Namenszusatz „Sir“ führte.

### Wiederwahl ins Parlament und erste Regierungsämter
Am 30. November 1880 wurde Jennings wiederum Mitglied des Parlaments und vertrat nunmehr in der Legislativversammlung bis zum 26. Januar 1887 den Wahlkreis Bogan. Zu dieser Zeit wurde er Mitglied der Protectionist Party, eine politische Partei, die von den 1880er Jahren bis zu ihrem Aufgehen in der Commonwealth Liberal Party im Jahr 1909 bestand und deren wesentliches Anliegen die Durchsetzung einer Schutzzollpolitik zur Entwicklung und Förderung der einheimischen Industrie bildete. Nach dem Tode von Martin Shanahan wurde dessen Sohn sein Partner und er war In den 1880er Jahren Direktor der Versicherungsgesellschaften Intercolonial Life Assurance Annuity and General Association und Colonial Mutual Life Assurance Society sowie Direktor der London Chartered Bank of Australia. Daneben war er zwischen 1883 und 1891 auch Fellow des Senats der Universität Sydney.
Am 5. Januar 1883 übernahm Patrick Jennings sein erstes Regierungsamt und war im Kabinett von Premier Alexander Stuart bis zum 31. Juli 1883 als Vice President of Executive Council de Facto stellvertretender Premier. Im ersten Kabinett von Premier George Dibbs, der ebenfalls der Protectionist Party angehörte, fungierte er vom 10. Oktober bis 21. Dezember 1885 als Kolonialsekretär (Colonial Secretary). Er engagierte sich von 1885 bis zu seinem Tode 1897 als Treuhänder der Art Gallery of New South Wales und bekam 1885 auch das Großkreuz des Piusordens verliehen.

### Premier von New South Wales
Am 26. Februar 1886 wurde Jennings als Nachfolger des Liberalen John Robertson schließlich selbst Premier von New South Wales und bekleidete das Amt knapp elf Monate bis zum 19. Januar 1887, woraufhin Henry Parkes von der Free Trade Party zum vierten Mal Premier wurde. Jennings war der erste Premier von New South Wales, der der römisch-katholischen Kirche angehörte. In seinem Kabinett übernahm er zwischen dem 26. Februar 1886 und dem 19. Januar 1887 darüber hinaus den Posten als Schatzminister (Colonial Treasurer). Er unterstützte durch großzügige Beitrag Kirchenfonds und war 1887 auch Repräsentant von New South Wales auf der Kolonialkonferenz in London.
Patrick Jennings wurde am 22. Mai 1890 noch einmal zum Mitglied des Legislativrates ernannt und gehörte diesem bis zu seinem Tode am 11. Juli 1897 an. 1896 war er zudem Delegierter auf der Federal Convention, eine Versammlung zur Vorbereitung der Gründung des Australischen Bundes am 1. Januar 1901. Er verlor Anfang der 1890er Jahre alle Immobilien außer Westbrook während der Dürre und der Finanzkrise, hinterließ aber dennoch bei seinem Tode 1896 ein Vermögen von 4.400 Pfund.
1863 heiratete er Mary Ann Shanahan, die Schwester seines damaligen Geschäftspartners Martin Shanahan. Aus dieser Ehe gingen ein Sohn und zwei Töchter hervor.

## Hintergrundliteratur
- David Clune, Ken Turner (Hrsg.): The Premiers of New South Wales. Volume 1: 1856–1901, The Federation Press, Sydney 2006